# Сидячая демонстрация

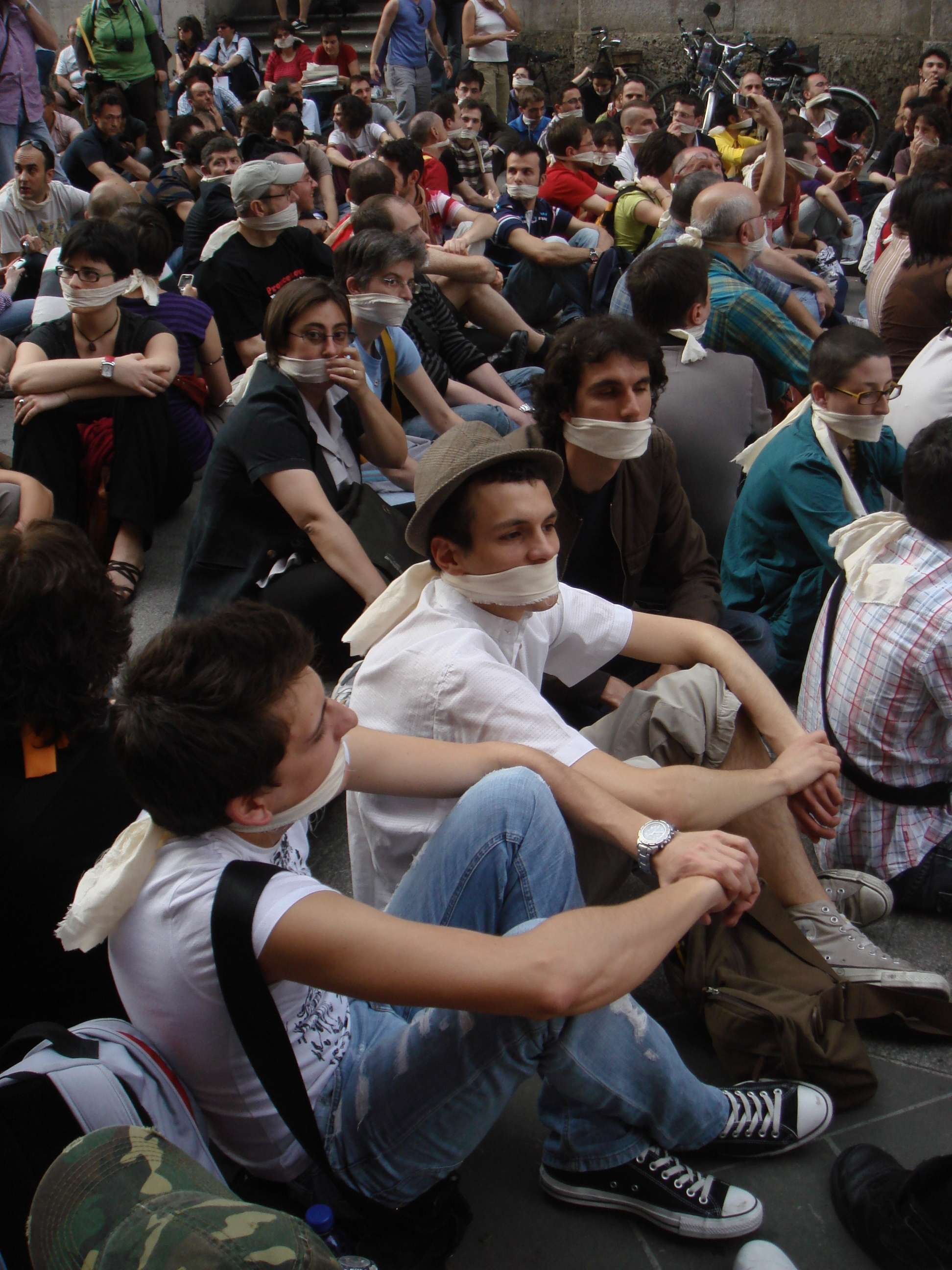
Сидячая демонстрация против гомофобии в Милане. 14 мая 2009

Сидячая демонстрация (англ. sit-in) — одна из форм ненасильственного протеста прямого действия, при которой участники занимают какую-либо улицу или площадь, садясь на мостовую, или садятся в каком-либо помещении. Сидячая демонстрация подобна сидячей забастовке — форме забастовки, при которой бастующие работники не покидают рабочие места, чтобы не позволить заменить себя штрейкбрехерами, однако термин «сидячая забастовка» ошибочно применяют к сидячим демонстрациям, не являющимся забастовками, а равно забастовками зачастую ошибочно называют демонстрации протеста, пикеты и другие формы протеста.
Участники сидячей демонстрации отказываются уходить в знак требований политических, экономических или социальных изменений. Такая акция протеста обычно продолжается до тех пор, пока требования не будут выполнены, либо до насильственного вытеснения.
Сидячие демонстрации исторически были весьма успешной формой протеста, поскольку они вызывали нарушения деятельности транспорта или учреждений, что обращало значительное внимание на причины протеста. Принудительное выдворение демонстрантов, а иногда и применение насилия в отношении них, часто вызывало сочувствие населения, увеличивая шансы демонстрантов на достижение своей цели.

## История
Сидячие демонстрации впервые широко применил Махатма Ганди. Затем они получили широкое распространение в США во время движения за гражданские права чернокожих, во время студенческих протестных движений (в частности, в Германии).

## Движение за гражданские права в США
Сидячие демонстрации были значимой частью стратегии ненасильственного гражданского неповиновения в рамках движения за гражданские права чернокожих, которая привела к отмене расовой сегрегации в США. Среди ранних примеров сидячих демонстраций чернокожих — акция в библиотеке Александрии, штат Виргиния в 1939 году, и акции, которые организовывали Международное братство примирения и Конгресс расового равенства 1940-х годах.
Первые сидячие демонстрации, организованные с целью десегрегации сегрегированных заведений, начались в 1958 году в закусочной в Вичите, штат Канзас; в результате закусочная была десегрегирована. Аналогичные акции были успешно проведены Молодёжным советом Национальной ассоциации содействия прогрессу цветного населения в том же и в последующих годах в ряде заведений в Оклахома-Сити.

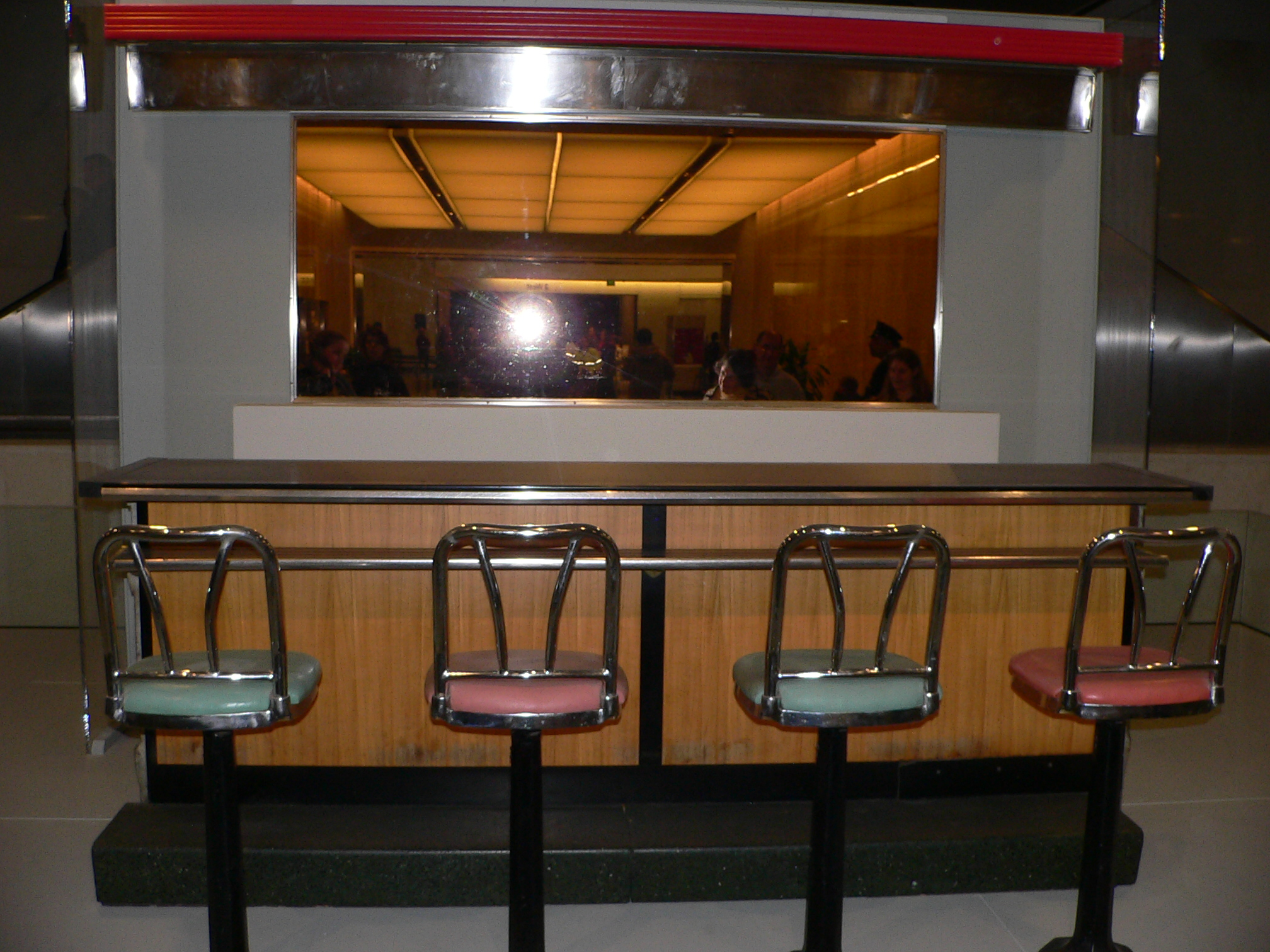
Буфетная стойка из универмага «Вулворт» города Гринсборо в Национальном музее американской истории

После успеха акций в Оклахома-Сити тактика студенческих сидячих демонстраций стала распространяться по стране. 1 февраля 1960 г. четверо чернокожих студентов сели на места для белых в сегрегированной закусочной в одном из универмагов компании «Вулворт» в Гринсборо (штат Северная Каролина). Их заставили уйти, но на следующий день их примеру последовали десятки и сотни других негритянских студентов. К концу марта 1960 г. такие акции проводились уже более чем в 50 городах. Они подкреплялись «лежачими», «коленопреклоненными» и «купальными» демонстрациями в библиотеках, театрах, церквях и плавательных бассейнах. К протестующим чернокожим присоединялись и белые студенты. Вначале эти акции проводились стихийно, но уже в апреле 1960 г. был сформирован «Студенческий координационный комитет ненасильственных действий» (The Student Nonviolent Coordinating Committee). Благодаря таким протестам в течение 1960 г. были десегрегированы закусочные более чем в 150 городах южных штатов.

## Сидячие демонстрации в СССР

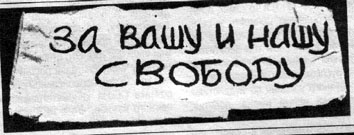
фотография одного из плакатов демонстрантов 25 августа 1968 года

25 августа 1968 года на Красной площади в Москве советскими диссидентами была проведена сидячая «демонстрация семерых», выражавшая протест против введения в Чехословакию войск СССР. Протестующие — Константин Бабицкий, Татьяна Баева, Лариса Богораз, Наталья Горбаневская, Вадим Делоне, Владимир Дремлюга, Павел Литвинов и Виктор Файнберг развернули плакаты с лозунгами «Позор оккупантам!», «Руки прочь от ЧССР!», «За вашу и нашу свободу!». Сидячие демонстранты были избиты и арестованы сотрудниками милиции и КГБ в штатском. Часть демонстрантов была приговорена к тюремному заключению и ссылке за клевету, часть — признаны невменяемыми и направлены на принудительное лечение. В 2008 году первый президент Чехии Вацлав Гавел заявил, что «Граждане, протестовавшие в августе 68-го на Красной площади против оккупации Чехословакии войсками Варшавского пакта, проявили человеческую солидарность и величайшее личное мужество. Их поступок я высоко ценю и потому, что они хорошо знали, на что шли и чего можно было ждать от советской власти. Для граждан Чехословакии эти люди стали совестью Советского Союза, чье руководство без колебаний осуществило подлое военное нападение на суверенное государство и союзника». В 2008 году участники демонстрации были награждены правительством Чехии.
24 февраля 1971 года 25 евреев устроили сидячую демонстрацию и голодовку у приемной Президиума Верховного Совета СССР, требуя разрешить советским евреям свободный выезд в Израиль.